# 망글로브
주식회사 망글로브(일본어: 株式会社マングローブ 가부시키가이샤 만구로부[*], 영어: manglobe Inc.)는 도쿄도 스기나미구에 위치했던 일본의 애니메이션 제작사이다. 2002년부터 2015년까지 존재했다. 이 제작사는 2002년 2월 7일 선라이즈의 프로듀서 고바야시 시니치로와 고치야마 다카시에 의해 설립되었다. 망글로브는 350,000,000엔의 추정 채무를 떠안은 이후 2015년 9월 파산을 신청했다.

## 역사
2002년 2월, 선라이즈의 프로듀서였던 코바야시 신이치로와 코우치야마 타카시 등에 의해 설립되어 2004년 《사무라이 참프루》에서 원청 제작을 시작했다.
2009년경까지는 《사무라이 참프루》나 《에르고 프록시》 등의 오리지널 작품의 제작을 주로 하면서, 《전국 바사라》 등과 같은 게임의 무비 파트 제작이나 타사로부터의 그로스 하청도 하고 있었다.
2010년 이후는 《주간 소년 선데이》 원작 작품의 애니메이션화 등 원작 첨부 작품을 중심으로 애니메이션 제작을 실시했다.
제작비 등의 부담이 경영을 압박, 채무 초과가 이어지고, 채무정리 방식이 검토되고 있었지만, 사업의 계속이 곤란에 이르렀다고 판단되어 2015년 9월 29일부로 사업을 정지했다. 같은 해 11월 4일 도쿄 지방법원으로부터 파산절차 개시 결정을 받았다. 부채 총액은 채권자 237명에 대해 5억 4450만엔.
이 일은 파산 전에 제작하고 있던 작품에도 파급하고 있어 《GANGSTA.》, 《학살기관》의 제작은 새로 설립된 제노 스튜디오로 이관되어 일부 직원도 이적했다.
2016년 9월 1일에 법인이 소멸했다.

## 작품

### TV 애니메이션
- 사무라이 참프루 (2004년)
- 에르고 프록시 (2006년)
- 미치코와 핫친 (2008년)
- 성검의 블랙스미스 (2009년)
- 납치사 고요 (2010년)
- 신만이 아는 세계 (2010년)
- 신만이 아는 세계 II (2011년)
- 데드맨 원더랜드 (2011년)
- 새하얀 색 심포니 (2011년)
- 하야테처럼! CAN'T TAKE MY EYES OFF YOU (2012년)
- THE UNLIMITED -효부 쿄스케- (2013년)
- 하야테처럼! Cuties (2013년)
- 카니발 (2013년)
- 신만이 아는 세계 여신편 (2013년)
- 사무라이 플라멩코 (2013년)
- GANGSTA. (2015년)

### 극장판 애니메이션
- 하야테처럼! HEAVEN IS A PLACE ON EARTH (2011년)
- 학살기관 (2017년, 파산 후 제노 스튜디오가 인수)

### 기타
- 전국 바사라
- 단테스 인페르노